# Григорівка (Кальміуський район)
Григо́рівка (Ноє-Принцфельд, Федорівка, Фрюлінг, Принцфельд) — село в Україні, у Бойківській громаді Кальміуського району Донецької області. Населення становить 211 осіб.

## Географія
У селі беруть початок Балка Широка та Балка Барбасова. ОВідстань до райцентру становить близько 12 км і проходить автошляхом переважно автошляхом Т 0512.
Перебуває на території, яка тимчасово окупована російськими терористичними військами. За рішенням ВР України Про зміни в адміністративно-територіальному устрої Донецької області нині перебуває на межі Бойківського та Волноваського районів.

## Історія
Лютеранське село, засноване 1892 року під назвою Ноє-Принцфельд. Засновники з бердянських колоній. Євангелістська община Остґейм. Землі 1387 десятин (1915 року — 14 будинків). Вітряка, цегельний завод. Початкова школа.
7 (20) листопада 1917 року, відповідно до Третього Універсалу Української Центральної Ради, увійшло до складу Української Народної Республіки.
Під час організованого радянською владою Голодомору 1932—1933 років в Григорівці померло близько 80 людей.

## Населення
| Рік  | Мешканців |
| ---- | --------- |
| 1910 | 25        |
| 1915 | 158       |
| 1919 | 97        |
| 1925 | 75        |

За даними перепису 2001 року населення села становило 211 осіб, із них 93,84 % зазначили рідною мову українську, а 6,16 % — російську.